# Joseph Churms
| Odkryte planetoidy: 2 | Odkryte planetoidy: 2 | Odkryte planetoidy: 2 |
| --------------------- | --------------------- | --------------------- |
| (1701) Okavango       | 6 lipca 1953          |                       |
| (2025) Nortia         | 6 czerwca 1953        |                       |

Joseph Churms (ur. 16 maja 1926 w Woodstock, zm. 25 września 1994) – południowoafrykański astronom. Odkrył 2 planetoidy, był także współodkrywcą pierścieni Urana.

## Życiorys
Od 1947 roku pracował w Royal Observatory w Kapsztadzie na Przylądku Dobrej Nadziei. W 1951 został przeniesiony w charakterze obserwatora do Radcliffe Observatory w Pretorii. W latach 1953–1957 pracował w Union Observatory w Johannesburgu, po czym wrócił do Royal Observatory i tam spędził resztę swojej kariery astronomicznej, w jej szczytowym okresie piastując stanowisko zastępcy dyrektora obserwatorium.
Od 1951 roku był członkiem Królewskiego Towarzystwa Astronomicznego, a od 1970 Międzynarodowej Unii Astronomicznej.
W latach 1969–1970 był prezesem Astronomical Society of Southern Africa (ASSA), zaś w latach 1969–1984 oraz 1989–1993 redaktorem wydawanego przez to stowarzyszenie czasopisma „Monthly Notes of the Astronomical Society of South Africa”. W 1984 za długoletnią pracę dla ASSA otrzymał nagrodę Long Service Award.
Był jednym ze współodkrywców pierścieni Urana w 1977 roku podczas zakrycia gwiazdy SAO 158687 przez tę planetę.
Przeszedł na emeryturę 30 września 1987 roku, jednak kontynuował pracę w niepełnym wymiarze godzin jako badacz i konsultant.